# 卡斯特梅的雨季
〈卡斯特梅的雨季〉（英語：The Rains of Castamere）是HBO奇幻电视剧权力的游戏第三季的第九集，也是倒数第二集，同時也是权力的游戏的第29集。这一集由执行制片人大卫·贝尼奥夫和D·B·魏斯負責编剧，导演為戴維·納特，於2013年6月2日播出。
这一集主要讲述的是艾德慕·塔利（Edmure Tully）和罗丝琳·弗雷（Roslin Frey）之間的婚礼，这也是小說權力的遊戲系列中最值得纪念的事件之一，該婚禮也是通常人們所提到的“红色婚礼”。在这场婚礼中，罗柏·史塔克和他的旗手被人殺害。該集的其他故事情节还包括布兰·史塔克（Bran Stark）的团队不得不分离，琼恩·雪诺（Jon Snow）的忠诚受到考验，丹妮莉丝·坦格利安（Daenerys Targaryen）密谋入侵Yunkai。該集電視劇名稱來自於兰尼斯特家族的一首歌曲，其歌词预示着红色婚礼的到来。在婚礼上，乐队在殺戮开始之前演奏了这首歌。
卡斯特梅的雨季被普遍认为是史上最令人痛心的一集電視劇。該集電視劇为大卫·贝尼奥夫和D·B·魏斯赢得了黄金时段艾美奖剧情类最佳编剧的提名。这一集也是理查德·麥登（罗柏），乌娜·卓别林（Talisa Stark）和蜜雪兒·費爾利（Catelyn Stark）等人的最后一次亮相。